# Wiro van Roermond

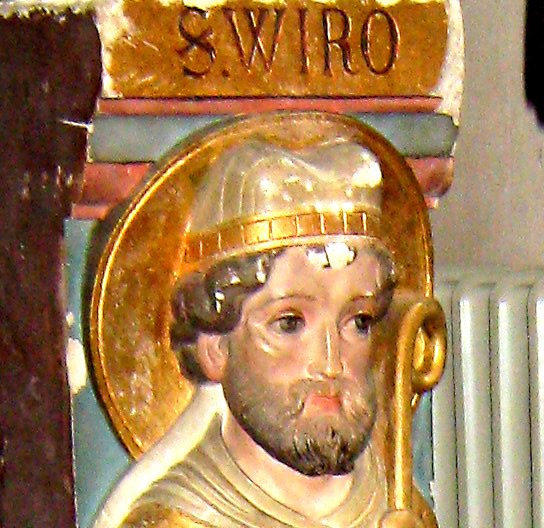
H. Wiro

Wiro is een heilige uit de 8e eeuw. Zijn heiligendag is op 8 mei.
Volgens zijn oudst bewaard gebleven vita (levensbeschrijving) was Wiro afkomstig uit Scotia, een oude benaming voor Ierland. Hij predikte in de Maas- en Rijnstreek en stichtte het Sint-Pietersklooster in het huidige Sint Odiliënberg bij Roermond, waar hij ook begraven is.
De kerk van Sint Odiliënberg is aan zowel Wiro als zijn medemissionarissen Plechelmus en Otger gewijd. Verder is hij de patroonheilige van de Sint-Wirokerk in het Friese Oosterwierum.